# Аграрне виробництво Словаччини

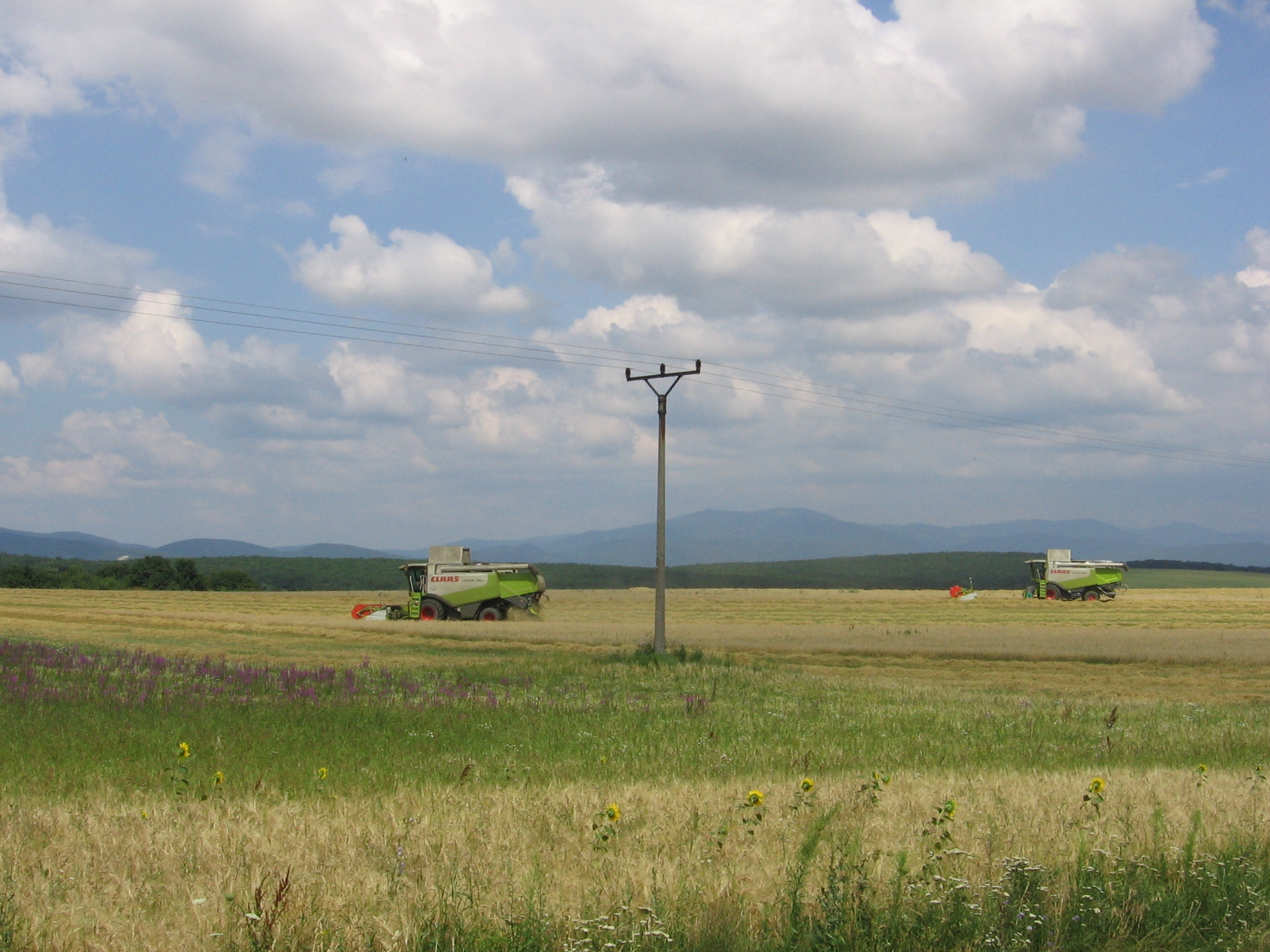
Урожай у селі Дубодьєл

Сільське господарство Словаччини — це одна з галузей словацької економіки.

## Загальна характеристика
У Словаччині  сільське господарство є досить розвиненим. Загалом використовується 19 350 км² сільськогосподарських земель, що становить 39,5% поверхні усієї країни. На початку XX століття в ньому було зайнято близько 60% населення. Сьогодні в сільському господарстві, мисливстві та суміжних галузях зайнято близько 4,9% економічно активного населення (близько 100 050 працівників). 
У 2016 році на сільське господарство припадало 3,6% ВВП (у порівнянні з 6,9% у 1993 році), а зайнято було у цьому секторі 3,9% економічно активного населення країни (у порівнянні з 10,2% у 1994 році).

## Рослинництво
Понад 40% території Словаччини виділено під сільськогосподарські культури. Південна частина цієї країни, яка межує з Угорщиною, відома своїми багатими сільськогосподарськими угіддями. Найпридатніші умови для рослинництва в низовинах.
Вирощуються та обробляються тут такі культури: пшениця, кукурудза, жито, картопля, цукровий буряк, фрукти та соняшник.
У Словаччині здебільшого вирощують зернові культури (60% посівних площ), олійні культури та однорічні та багаторічні корми. Картопля, бобові та овочі (особливо помідори, білокачанна капуста, цибуля, перець і морква) вирощують до 3% орних земель. 
Виноградники зосереджені в Малих Карпатах, Токай-Хедьялья та інших південних регіонах країни. Більшість винограду вирощується у Словаччині переважно на заході, менше в середній і найменш у східній частинах країни. Загалом, у Словаччині 6 виноробних районів.

## Тваринництво
Розводять у цій країні наступних тварин: свиней, велику рогату худобу, овець, домашню птицю. Вищі пасовища використовуються для розведення великої рогатої худоби та овець. Більша частина продукції тваринництва зосереджена в низовинах, де є достатньо кормів.
Станом на 31 грудня 2009 року в Словаччині: 
| Вид                            | Кількість штук у тисячах |
| ------------------------------ | ------------------------ |
| Корів                          | 471                      |
| Свиней                         | 740                      |
| Овець                          | 376                      |
| Кіз                            | 35                       |
| Коней                          | 7                        |
| Птахівництво (включаючи курей) | 13 583 (6 252)           |

Кількість утримуваних домашніх тварин більшості видів має довгострокову тенденцію до зниження, головним чином через зниження внутрішнього попиту та низьку внутрішню купівельну спроможність. 